# José Costa Campos
José Costa Campos (* 23. August 1918 in Três Pontas, Minas Gerais, Brasilien; † 10. Juli 1997) war Bischof von Divinópolis.

## Leben
José Costa Campos studierte Philosophie und Katholische Theologie am Priesterseminar São José in Mariana. Er empfing am 28. Oktober 1904 durch den Bischof von Campanha, Inocêncio Engelke OFM, das Sakrament der Priesterweihe.
Anschließend war Costa Campos als Lehrer am Kleinen Seminar des Bistums Campanha tätig. Danach wurde er Pfarrer in Pouso Alto und drei Jahre später Pfarrer in Itanhandu, wo er zudem als Lehrer am Colégio das Irmãs tätig war.
Am 9. Dezember 1960 ernannte ihn Papst Johannes XXIII. zum Bischof von Valença. Der Apostolische Nuntius in Brasilien, Erzbischof Armando Lombardi, spendete ihm am 24. Februar 1961 die Bischofsweihe; Mitkonsekratoren waren der Bischof von Campanha, Othon Motta, und der Bischof von Pouso Alegre, José d’Angelo Neto. Papst Johannes Paul II. bestellte ihn am 26. März 1979 zum Bischof von Divinópolis. Am 27. Februar 1989 nahm Johannes Paul II. das von José Costa Campos vorgebrachte Rücktrittsgesuch an.
José Costa Campos nahm an allen vier Sitzungsperioden des Zweiten Vatikanischen Konzils teil.